# 桂溪街道 (垫江县)
桂溪街道，是中华人民共和国重庆市垫江县下辖的一个乡镇级行政单位。

## 行政区划
桂溪街道下辖以下地区：
东街社区、南街社区、西街社区、北街社区、镇中社区、迎春社区、新村社区、田坝社区、南阳社区、西湖社区、春花社区、三合社区、集体社区、红光社区、月阳社区、石岭社区、松林社区、桂东社区、保合社区、文毕社区、万安村、十路村、龙凤村、天马村、黄金村、西山村、峡口村、黎明村、群山村、永兴村、长大村和玉河村。